# Margaret Burbidge
Margaret Burbidge, (Davenport, Gran Manchester, 12 d'agost de 1919 - San Francisco, USA, 5 d'abril de 2020), fou una astrònoma anglesa, coautora del treball que descriu com es generen tots els elements, excepte els més lleugers, a partir de reaccions nuclears a l'interior de les estrelles. Va ser la primera dona que va dirigir l'Observatori Reial de Greenwich.

## Biografia
Eleanor Margaret Peachey (Burbidge era el cognom del seu marit) va néixer a Davenport el 12 d'agost de 1919, just nou mesos després de l'Armistici de la Primera Guerra Mundial, com ella recordava en les seves memòries. Els seu pare. Stanley Peachey, era professor de química a l'Escola de Tecnologia de Manchester i la mare, Marjorie Peachey (nascuda Stott), havia estat alumna seva. Quan ella tenia dos anys, la família va anar a viure a Londres, on el pare va dedicar-se, amb èxit, a la indústria química. A Londres, de nit gairebé no es veien les estrelles i Peachey va declarar en una entrevista que la primera vegada que recordava haver vist un cel estrellat va ser durant unes vacances d'estiu a França. Les estrelles van fascinar-la i el seu avi, en saber aquesta afició, li va regalar llibres d'astronomia quan ella tenia uns 12 o 13 anys.
El 1936 va començar a estudiar astronomia, física i matemàtiques al University College London, on es va graduar als 19 anys i va obtenir el doctorat el 1943, en plena Segona Guerra Mundial i mentre va durar la guerra va seguir ocupant-se del telescopi de la Universitat. Després va demanar una beca a la Carnegie Institution for Science que li permetria treballar a l'Observatory de Mount Wilson, als afores de Los Angeles (Califòrnia), on el cel era més clar que a Londres, però li van denegar perquè eren beques només per a homes. En un article autobiogràfic va escriure que aquesta negativa va fer-li activar un principi pràctic que després va aplicar al llarg de la seva vida: davant dels obstacles o qualsevol tipus de bloqueig, cal buscar una altra ruta que porti a l'objectiu que es persegueix.
En un seminari d'astronomia per a graduats va conèixer Geoffrey Burbidge, que havia estudiat física a la University College London i va dedicar-se també a l'astronomia. L'abril de 1948 es van casar. Aquell mateix any, a l'agost, van assistir al primer congrés que la Unió Astronòmica Internacional (UAI) va organitzar després de la guerra, a Zuric. Margaret Burbidge va poder tenir una conversa amb el seu president, Otto Struve, el treball del qual sobre espectroscòpia de les estrelles ella coneixia molt bé perquè li havia estat molt útil per a la seva tesi doctoral. Struve va aconsellar-li que sol·licités una beca de la UAI per anar als Estats Units y també una de les noves beques de viatge Fulbright per anar-hi. Tanmateix, abans de decidir-se a traslladar-se als Estats Units, la parella va voler explorar les possibilitats que hi havia a Europa. L'estiu de 1949 van fer una estada a l'Observatori de l'Alta Provença, a Sant Miquèu (Alps de l'Alta Provença), on van poder usar un telescopi molt millor que a Londres. També van fer una estada a l'Institut d'Astrofísica de París, on van poder fer ús d'un microfotòmetre que els va ser molt útil per a la seva recerca. Durant aquella estada, en un simposi sobre noves, va conèixer l'astrònom britànic Fred Hoyle, amb qui van mantenir una amistat que duraria tota la vida i amb qui també van treballar després.
Finalment van decidir marxar als Estats Units: ella, amb una beca per treballar a l'Observatori Yerkes, que depèn de la Universitat de Chicago i es troba a Williams Bay (Wisconsin), i el seu marit amb una beca Agassiz per treballar al Harvard College Observatory, que depèn de la Universitat Harvard, a Cambridge (Massachusetts),i s'hi van instal·lar el 1951.Tot i estar en centres diferents, van poder fer alguna estada a l'Observatori McDonald, de Fort Davis (Texas), que, com l'Observatori Yerkes, aleshores depenia de la Universitat de Chicago. I ella també va poder fer alguna estada a l'observatori de Harvard on va conèixer el treball de Cecilia Payne-Gaposchkin sobre l'abundància dels elements estel·lars i sobre les estrelles variables. L'any següent van poder treballar junts a l'Observatori Yerkes.
El visat per als Estats Units que tenien era com a visitants i amb una durada de dos anys. El 1953 van decidir tornar al Regne Unit i van rebre dues ofertes de treball: un d'elles era per als dos, a la Universitat de Manchester i l'altra era només per al seu marit per treballar en el grup de radioastronomia de Martin Ryle, en el laboratori Cavendish de la Universitat de Cambridge. Com que Geoffrey Burbidge tenia molt d'interès en la línia de recerca del grup de Ryle i ella encara havia d'analitzar els espectres recollits a l'Observatory MacDonald van decidir a anar a Cambridge, on ella tindria temps per completar el treball iniciat als Estats Units. A Cambridge va poder utilitzar els aparells de mesurar de l'observatori, tot i que va haver de pagar una quota (bench-fee) per a fer-ho. El 1954 van conèixer el físic estatunidenc William Fowler, que també s'havia instal·lat a Cambridge amb la família per passar-hi un any sabàtic. Amb Fowler i amb Fred Hoyle, que també era a Cambridge, van començar un estudi que marcaria una fita en l'astrofísica i que van publicar el 1957 en un article de més de 100 pàgines a la revista Reviews of Modern Physics. Un dels autors d'aquell estudi (William Fowler) rebria el 1983 el premi Nobel de Física pel conjunt del seu treball sobre l'evolució de les estrelles.
L'estada a Cambridge acabava el 1955 i la parella havia de fer plans per a l'any següent. El seu marit va sol·licitar la mateixa beca de la Carnegie Institution for Science que li havien denegat a ella uns anys abans, i li van concedir. Van anar a viure a Califòrnia i Fowler va oferir una beca a Margaret Burbidge per treballar al Laboratori Kellog de Radiacions a l'Institut Tecnològic de Califòrnia, a Pasadena. Aquest cop van poder anar-hi amb el visat regular d'immigració. I Margaret Burbidge finalment va poder utilitzar el telescopi de Mount Wilson fent-se passar per ajudant del seu marit.
Els anys 1972 i 1973 va dirigir l'Observatori Reial de Greenwich. Malgrat la tradició, que es remuntava a la fundació de l'Observatori, el segle xvii, segons la qual el seu director era nomenat també astrònom reial, Margaret Burbidge no va rebre aquest nomenament, que va recaure en un home.
Margaret Burbidge va morir a San Francisco (Califòrnia) el 5 d'abril de 2020.

## Recerca
Per a la seva tesi doctoral, Margaret Burbidge va analitzar els espectres de Gamma Cassiopeiae, una estrella variable de la constel·lació de Cassiopea. La col·laboració amb el seu marit va ser molt profitosa i la recerca conjunta va aportar moltes novetats sobre estrelles amb característiques químiques peculiars. Ells van dur a terme la primera anàlisi espectral detallada d'Alpha2 Canum Venaticorum, l'estrella principal del Cor Caroli, que avui dia es considera el prototip d'una classe d'estrelles variables (les variables Alpha2 Canum Venaticorum) que tenen forts camps magnètics. Un dels resultats més destacats d'aquest estudi, publicat el 1955, va ser demostrar que l'estrella tenia una gran abundància de metalls de terres rares, de mitjana unes vuit-centes vegades més que el Sol.
Arran del treball que van publicar el 1955 va començar la seva col·laboració amb Fowler i Hoyle. Aquest últim ja havia publicat un treball teòric sobre com, a les estrelles, es podrien originar, a partir de l'hidrogen i l'heli, elements més pesant que són presents a tot l'Univers, en un procés que ara es coneix com a nucleosíntesi estel·lar. Ell i Fowler van pensar que l'expertesa dels Burbidge podria ajudar-los a provar la idea de la nucleosíntesi, com així va ser. Margaret Burbidge estava embarassada, però va seguir treballant i va fer observacions clau que van ajudar a identificar el processos que, dins les estrelles, porten a la formació dels elements de la taula periòdica (excepte els més lleugers). L'article que els Burbidge van publicar amb Fowler i Hoyle es titula "Síntesi dels elements en les estrelles", però en el món de l'astronomia i l'astrofísica es coneix com l'article B2FH, per les inicials dels seus autors, i s'hi descriu com es formen tots els elements, excepte els més lleugers, a l'interior de les estrelles.
Després de deu anys de treball amb el seu marit mesurant la rotació de les estrelles i el gas a les galàxies de disc i d'estudiar galàxies peculiars i grups de galàxies, va dedicar-se a l'estudi des quàsars, que feia poc que havien estat descoberts. El primer que es va identificar, el 3C 273, era quaranta vegades més brillant que qualsevol de les galàxies que es coneixien i tenia un desplaçament cap al roig molt alt, de manera que devia localitzar-se a uns 2.500 anys llum. Hi havia pocs telescopis al món que poguessin obtenir espectres dels quàsars i un d'ells era un telescopi reflector de 3 metres (conegut actualment com a telecopi Shane) a l'Observatori Lick, a San Jose (Califòrnia), al qual Burbidge va tenir accés i en va poder descobrir desenes, entre els quals l'OQ172, amb un desplaçament cap al roig de 3.53, i el quàsar més allunyat que es va conèixer durant gairebé una dècada.
Els últims anys de la seva carrera professional, Burbidge va seguir estudiant els espectres de les galàxies i a determinar-ne la rotació, la massa i la composició química, a més de seguir investigant els quàsars. També va ajudar a desenvolupar l'espectrògraf d'objectes febles (FOS, de l'anglès faint object spectrograph) per al telescopi espacial Hubble, dissenyat per detectar l'estat físic i la composició química d'objectes molt febles com els quàsars, i va dirigir l'equip que en va analitzar les dades. Aquella anàlisi va aportar dades de l'existència d'un forat negre massiu al centre de la galàxia el·líptica gegant Verge A (coneguda també com a Messier 87o M87).

## Reconeixements
Entre els molts premis reconeixements que va rebre Margaret Burbidge destaquen el Premi Helen Werner (1959, juntament amb Geoffrey Burbidge); la Medalla Bruce de la Societat Astronòmica del Pacífic (1982); la Medalla de Ciència del President dels Estats Units (1983), la medalla ADION, al 1987, de l'Association pour le Développement International de l'Observatoire de Nice, el Premi Mundial de Ciència Albert Einstein, al 1988, del Consell Cultural Mundial, i la Medalla d'Or de la Royal Astronomic Society (2005, juntament amb Geoffrey Burbidge).

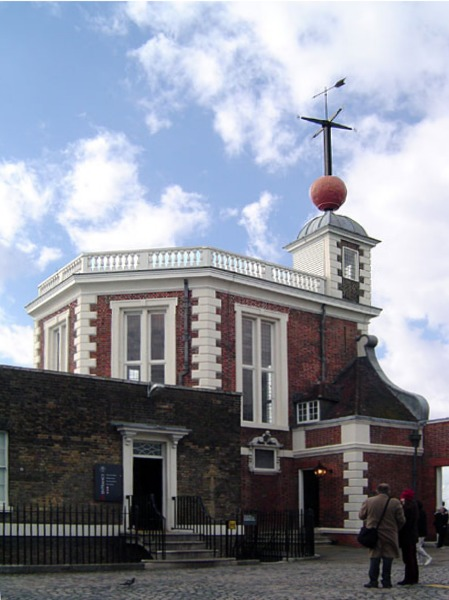
Observatori Reial de Greenwich, a Londres

El planeta menor #5490 Burbidge (2019 P-L) duu el seu nom. També duu el seu nom un premi que atorga l'American Physical Society a joves investigadors.